# Gare de Paris-Bercy
A Gare de Paris-Bercy-Bourgogne-Pays d'Auvergne, Estação de Paris-Bercy-Borgonha-País de Auvérnia, Gare de Paris-Bercy ou Estação de Paris-Bercy, anteriormente conhecida como Gare de Bercy ou Estação de Bercy até 13 de setembro de 2016, é uma estação ferroviária francesa da Société Nationale des Chemins de Fer Français (SNCF), localizada no bairro de Bercy, no 12.º arrondissement de Paris.
Ela constitui um anexo da Gare de Lyon, da qual ela depende administrativamente, e serve a uma parte da mesma rede.

## História

### O serviço de "auto-trens"
Construída durante a década de 1970, ela é especializada no serviço de "auto-trens", que suporta veículos de passageiros (automóveis, motocicletas, scooters...) e os transporta para uma outra estação de tipo auto-trens. Em junho de 2001, após o fechamento do Terminal de Tolbiac, a estação de Bercy tomou os auto-trens da rede SNCF Sudoeste. Durante o ano de 2002, os quatro trens de noite diários de chegada ou partida da Itália, bem como as ligações TER em direção do Morvan foram transferidos para esta estação. Finalmente por volta de 2005, um trem Transilien para Montereau foi colocado em serviço de segunda-feira a sexta-feira a fim de criar uma alternativa à saturação que ameaçava a Gare de Lyon nos horários de pico.

### Desenvolvimento da estação
Em 14 de dezembro de 2008 marca um novo ponto de virada na história da estação. A saturação da Gare de Lyon obriga a SNCF a reportar a maioria dos TER Bourgogne e todos os trens Intercités de Nevers neste local. Assim não restam mais a Paris-Lyon que os TER omnibus para Laroche - Migennes. Em contrapartida, o serviço Transilien foi excluído de Paris-Bercy.

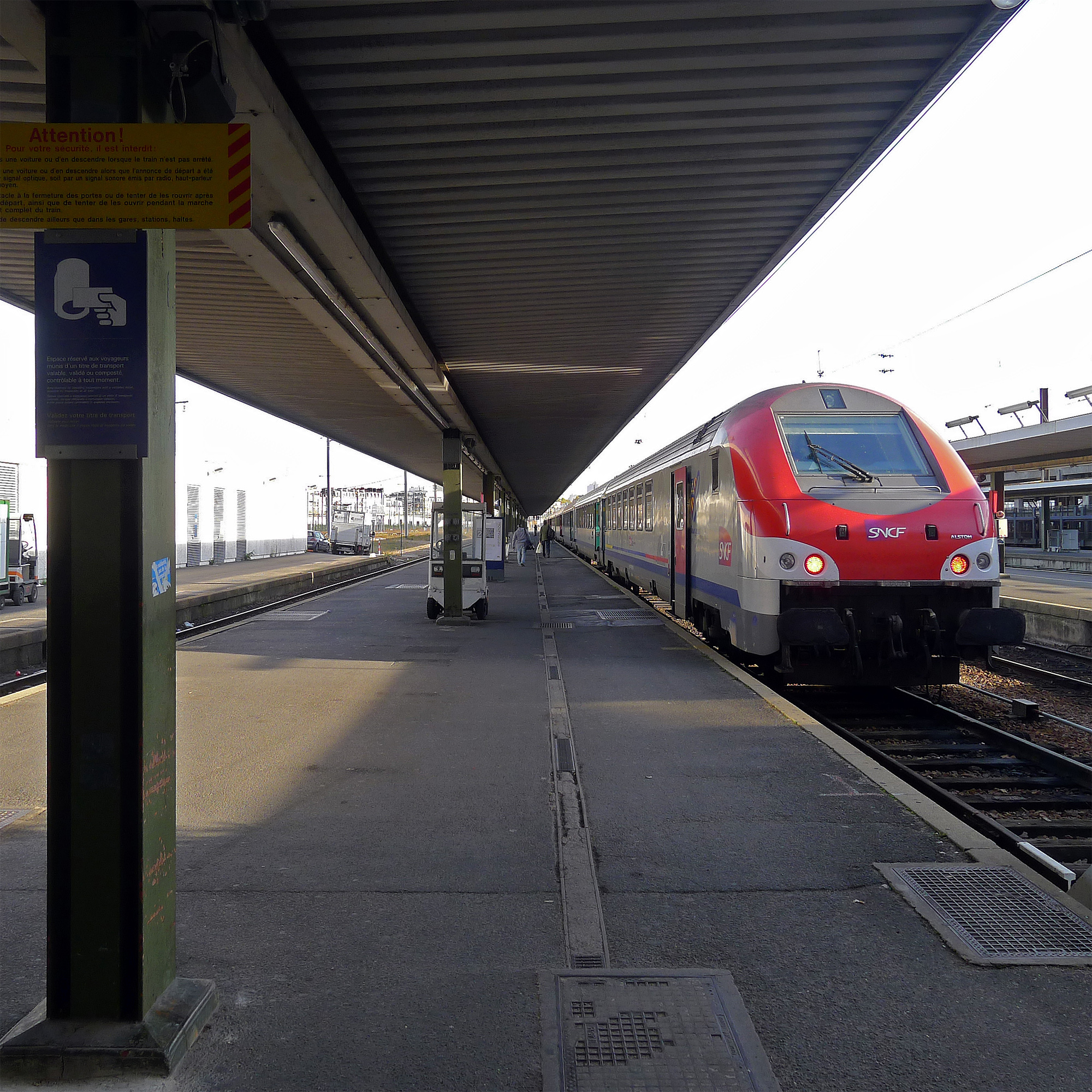
Uma das plataformas da estação.

As diferentes áreas servidas em função da estação de origem, a da gare de Bercy é em azul celeste.

Em 2011, no contexto do desenvolvimento da estação ferroviária, as obras foram realizadas: revisão da sinalização, renovação da sala aquecida com a instalação de um novo comércio ("eat shop") e renovação do solo. Para o acesso à estação, portas automáticas foram instaladas.
Em 11 de dezembro de 2011, se interveio na transferência dos trens Paris - Clermont-Ferrand da Gare de Lyon à Gare de Bercy. Esta mesma data marcou também o fim de Artésia e das relações para Veneza que são agora da Gare de Lyon pela companhia privada Thello; a estação perdeu o seu status de estação internacional. Os TER circulam até Lyon.
Esta estação é regularmente partem ou chegam ao trem extra, incluindo os trens de excursão assegurados tanto em TGV quanto em trens Intercités. Ele pode servir de estação de limitação de carga no caso de grandes perturbações ou de obras na Gare d'Austerlitz.
Desde 23 de julho de 2012 e o lançamento de iDBUS pela SNCF, a estação tem novas relações internacionais, para a Europa do Norte e do Sul. Se o serviço é considerado satisfatório, as linhas adicionais deveriam começar para outras grandes metrópoles europeias.
Em outubro de 2012, as obras de renovação para pedestres da esplanada da estação têm sido envolvidas com a criação de um fluxo de passageiros independente do espaço dos táxis e o drop-off para mais segurança.

### Chegada dos trens da linha Paris - Clermont-Ferrand
A origem/destino dos trens Intercités da linha Paris - Clermont-Ferrand foi efetuado da Gare de Lyon à de Paris-Bercy, na ocasião do serviço de inverno de 2011, com início em 12 de dezembro de 2010. A SNCF indicou que a mudança foi temporária devido à remodelação da plataforma amarela e da expansão da Gare de Lyon. O retorno da Gare de Lyon foi feito em 3 de julho de 2011 por ocasião do serviço do verão de 2011. No entanto, a RFF e a SNCF declararam que a estação de Bercy seria o terminal definitivo desses trens Intercités a contar anual, de 2012, com início em 11 de dezembro de 2011, justificando a impossibilidade de os acolher na Gare de Lyon após a abertura do LGV Reno-Ródano e do desenvolvimento dos TGV em destino ao sudeste da França.

## Destinos

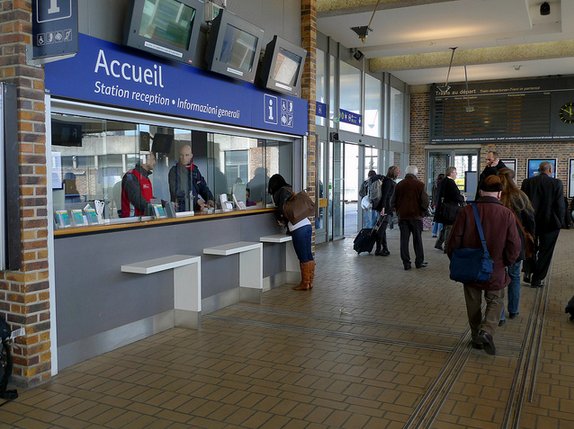
Entrada.

- Auto-Trem: Avignon-Sud, Marseille-Saint-Charles, Toulon, Fréjus-Saint-Raphaël, Perpignan-Saint-Charles e Nice-Ville.
- Pullman-Orient-Express: (jantar-viagens para Reims, Chartres, Épernay, Fontainebleau, etc). Serviço em curso de reestruturação.
- Intercités para Nevers, Clermont-Ferrand.
- Intercités 100% Éco para Lyon-Part-Dieu para Chalon-sur-Saône e Mâcon-Ville.
- TER Bourgogne-Franche-Comté e Vézelay-Express (15 trens por dia): Dijon-Ville, Laroche-Migennes, Auxerre-Saint-Gervais, Avallon, Clamecy, Corbigny.
- Autocars Ouibus para Londres, Lille, Bruxelas e Amsterdam desde 23 de julho de 2012.
- Autocars Ouibus para Turim e Milão desde 17 de dezembro de 2012[1].
- Autocars Ouibus para os destinos nacionais.

## Correspondências
- A estação de metrô Bercy, onde se cruzam a linha 6 e a linha 14, está localizada a 300 m a oeste da estação.
- Ela é, além disso, servida pelas linhas 24 e 87 da rede de ônibus RATP e, à noite, pelas linhas N32 e N35 da rede de ônibus Noctilien.
- Uma estação Vélib' está situada ao pé da estação.
- Uma estação Autolib' está situada no 108 rue de Bercy, a poucos metros da estação de metrô Bercy.
- Um serviço de ligação de auto-trem SNCF permite as relações para a Gare de Paris-Lyon.

## Turismo
- Ele está situada no bairro de Bercy (12.º arrondissement, perto do AccorHotels Arena), no 48 bis boulevard de Bercy.
- Um caminho de pedestres permite levar à Gare de Lyon a 900 m aproximadamente.
- Nas proximidades: Ministério da Economia, das Finanças e do Comércio Exterior.
- Parc de Bercy a 450 m da estação.
- Nas proximidades: Cinémathèque Française.
- Nas proximidades: Palais Omnisports de Paris-Bercy (POPB).